# US Gorée
US Gorée is een Senegalese voetbalclub uit de hoofdstad Dakar.

## Erelijst
Landskampioen
1978, 1981, 1984
Beker van Senegal
Winnaar: 1965, 1972, 1992, 1996
Beker van Frans-West-Afrika
1947, 1954, 1955